# 元宝山区
元宝山区（げんほうざん-く）は、中華人民共和国内モンゴル自治区赤峰市に位置する市轄区。

## 行政区画
6街道、5鎮、1郷を管轄：
- 街道弁事処：西露天街道、平荘城区街道、平荘東城街道、平荘西城街道、馬林街道、雲杉路街道
- 鎮：風水溝鎮、元宝山鎮、美麗河鎮、平荘鎮、五家鎮
- 郷：小五家郷